# Nhân học đô thị
Nhân học đô thị là một phân ngành của nhân loại học, đi sâu vào tìm hiểu những thách thức nảy sinh trong quá trình đô thị hóa. Các vấn đề được quan tâm bao gồm nghèo đói, biến đổi của không gian đô thị, mối quan hệ giữa các cá nhân và cộng đồng, cũng như tác động của chủ nghĩa tân tự do. Nhân học đô thị đã có những bước tiến đáng kể trong những năm 1960 và 1970, trở thành một lĩnh vực nghiên cứu quan trọng và ngày càng được chú trọng.
Nhà nhân học Ulf Hannerz từng trích dẫn một nhận xét từ những năm 1960, cho rằng các nhà nhân học truyền thống e ngại không gian rộng lớn và có phần "né tránh" đô thị. Tuy nhiên, những biến động xã hội mạnh mẽ ở cả phương Tây lẫn các quốc gia đang phát triển (thường được gọi là "Thế giới thứ ba") đã khiến các nhà nhân học, vốn thường chú tâm vào những "nền văn hóa khác", chuyển hướng quan tâm sang những vấn đề xã hội gần gũi hơn.